# صهيب سلطان
صهيب سلطان (1980 - 2021) كان أول منسق مسلم بدوام كامل في جامعة برينستون. تخرج عام 2002 من مدرسة هارتفورد الدينية، ومؤلف كتاب «أصنام القرآن» (2004)، القرآن وأحاديث النبي محمد: اختيار مشروح ومفسر (2007).
كان محاضرًا وكاتبًا عامًا في الإسلام والثقافة الإسلامية والعلاقات بين المسلمين والغرب، وقام أحيانًا بالتدوين على المدونات في قسم هافينغتون بوست ديني. بالإضافة إلى ذلك فقد ألقى مرارًا خطب الجمعة الإسلامية، وكان آخرها في مارس 2021.
تم تشخيص إصابته بالمرحلة الرابعة من سرطان الصفراء، وتوفي منه في 16 أبريل 2021. أقيمت جنازته ودفنه في اليوم التالي.